# Milutin Đukanović
Milutin Đukanović (in montenegrino Милутин Ђукановић; Cettigne, 20 luglio 1991) è un cestista montenegrino.

## Palmarès
- Campionato montenegrino: 1

Budućnost: 2011-12
- Coppa del Montenegro: 1

Budućnost: 2012